# PZL P.11
„ПЗЛ П.1“1 (на полски: PZL P.11) е полски едноместен изтребител.
Разработен е от PZL (Państwowe Zakłady Lotnicze, PZL) в началото на 1930-те г. Произвеждан е във Варшава.
Този изтребител е развитие на прототипа Р.1, създаден от авиоконструктора Зигмунт Пулавски. Характерното е:
- целометалическото изпълнение на машината,
- новият вид шаси със скрити във фюзелажа амортизатори и
- крилото на Пулавски – горно разположено крило тип „чайка“.

Първият полет е през август 1931 г. Произведени са няколко версии, като с тях и преди всичко с PZL P.11c, макар и вече морално остарели, през септември 1939 г. полската авиация участва в отбранителните боеве срещу Нацистка Германия.
Единственият запазен до днес екземпляр на PZP P.11c се намира в Музея на авиацията в Краков.